# Dmitri Pirog
Dmitri Yurievich Pirog (Temriuk, 27 de junio de 1980) es un ex-boxeador profesional ruso que llegó a consagrarse campeón mundial de los pesos medianos de la OMB.

## Biografía
De niño Pirog fue un gran jugador de ajedrez e inclusive ganó algunos torneos de su ciudad. En su adolescencia se interesó por algún deporte físico y así encontró el boxeo en el gimnasio municipal, más adelante su nueva afición lo trasladó a la ciudad de Krasnodar. Como aficionado ganó cerca de 200 combates y perdió 30 según él.

## Carrera

### Jacobs vs Pirog
El 31 de julio de 2010 en el Mandalay Bay Events Center de Las Vegas, el desconocido Pirog se enfrentó al estadounidense Daniel Jacobs por el título mundial OMB que había quedado vacante. Jacobs era el favorito pero Pirog lo noqueó en el quinto asalto y se convirtió en campeón del Mundo.

### Pirog vs Ishida
El 1 de mayo de 2012 en el Krylatskoye Sports Palace de Moscú, Pirog en su tercera defensa realizó sin saberlo su último combate ante el japonés Nobuhiro Ishida. En 12 asaltos, Pirog ganó la pelea por decisión unánime.

### Pirog vs Golovkin
El 25 de agosto de 2012, Pirog fue despojado de su título por la OMB después de cerrar la pelea contra el campeón de peso mediano de WBA y la IBO, Gennady Golovkin en lugar del campeón interino de la OMB, Hassan N'Dam N'Jikam. Durante el entrenamiento para la pelea contra Golovkin, Pirog sufrió una grave lesión en la espalda -una ruptura de disco - que lo obligó a cancelar la pelea. Varios intentos de regreso de Pirog han sido desde ese entonces frustrados por problemas de la espalda, efectivamente forzándolo a su retiro prematuro.

## Récord profesional
| 20 Ganadas (15 KOs), 0 Derrotas |        |                       |      |               |            |                                                  |                                                                                           |
| Res.                            | Récord | Oponente              | Tipo | Rd., Tiempo   | Datos      | Localidad                                        | Notas                                                                                     |
| G                               | 20–0   | Nobuhiro Ishida       | UD   | 12            | 2012-05-01 | Krylatskoye Sports Palace, Moscú, Rusia          | Retiene el título WBO del peso medio                                                      |
| G                               | 19–0   | Gennady Martirosyan   | RTD  | 10 (12), 3:00 | 2011-09-25 | Sports Palace Olymp, Krasnodar, Rusia            | Retiene el título WBO del peso medio                                                      |
| G                               | 18–0   | Javier Maciel         | UD   | 12            | 2011-03-26 | DIVS, Yekaterinburg, Rusia                       | Retiene el título WBO del peso medio                                                      |
| G                               | 17–0   | Daniel Jacobs         | KO   | 5 (12), 0:57  | 2010-07-31 | Mandalay Bay Events Center, Paradise, Nevada, US | Gana el título mundial vacante de la WBO del peso medio                                   |
| G                               | 16–0   | Sergei Melis          | TKO  | 6 (10), 2:42  | 2010-04-27 | Yubileyny Sports Palace, Saint Petersburg, Rusia | Gana el título WBC Baltic del peso medio                                                  |
| G                               | 15–0   | Eric Mitchell         | TKO  | 5 (12), 1:07  | 2010-02-06 | Aquarium Hotel, Myakinino, Rusia                 | Retiene el título WBO Asia Pacific del peso medio                                         |
| G                               | 14–0   | Kofi Jantuah          | UD   | 12            | 2009-06-26 | Völklingen, Saarland, Alemania                   | Gana el título WBC International peso medio                                               |
| G                               | 13–0   | Kuvanych Toygonbayev  | RTD  | 5 (12), 3:00  | 2008-12-06 | Circus, Nizhny Novgorod, Rusia                   | Retiene los títulos WBC–ABCO y WBO Asia Pacific peso medio                                |
| G                               | 12–0   | Geard Ajetovic        | UD   | 10            | 2008-07-19 | Olimpyskiy Sports Palace, Chekhov, Rusia         |                                                                                           |
| G                               | 11–0   | Aslanbek Kodzoev      | KO   | 4 (12), 1:27  | 2008-04-12 | Palace of UGMC, Verkhnyaya Pyshma, Rusia         | Retiene el título WBC–ABCO peso medio; Gana el título vacante WBO Asia Pacific peso medio |
| G                               | 10–0   | Alexey Chirkov        | RTD  | 2 (12), 3:00  | 2007-10-25 | Casino Vodoley, Ekaterinburg, Russia             | Gana el título vacante WBC–ABCO peso medio                                                |
| G                               | 9–0    | Aliaksandr Vaiavoda   | TKO  | 9 (10)        | 2007-06-02 | Hotel Olimp, Krasnodar, Russia                   | Gana el título vacante WBC–CISBB peso medio                                               |
| G                               | 8–0    | Juan Manuel Alaggio   | TKO  | 4 (10)        | 2007-03-24 | FK Yunost, Kaliningrad, Russia                   |                                                                                           |
| G                               | 7–0    | Rodrigues Moungo      | TKO  | 1 (6), 2:54   | 2006-12-10 | Olympic Stadium, Moscú, Russia                   |                                                                                           |
| G                               | 6–0    | Zviadi Purtskhvanidze | RTD  | 5 (10), 3:00  | 2006-10-25 | Casino Crystall, Moscú, Rusia                    | Retiene el título de Rusia del peso medio                                                 |
| G                               | 5–0    | Islam Yusupov         | TKO  | 2 (10)        | 2006-07-27 | Akademia, Gelendzhik, Russia                     |                                                                                           |
| G                               | 4–0    | Sergey Tatevosyan     | UD   | 10            | 2006-04-16 | Casino Crystall, Moscú, Rusia                    | Gana el título vacante de Rusia del peso medio                                            |
| G                               | 3–0    | Sergey Gribkov        | TKO  | 3 (6)         | 2005-12-23 | Vityaz Podolsk, Russia                           |                                                                                           |
| G                               | 2–0    | Denis Balandin        | RTD  | 3 (6), 3:00   | 2005-11-04 | Stavropol, Russia                                |                                                                                           |
| G                               | 1–0    | Sasun Oganyan         | TKO  | 6 (6)         | 2005-07-29 | Gelendzhik, Russia                               |                                                                                           |